# Белградська філармонія
44°49′09″ пн. ш. 20°27′20″ сх. д. / 44.819277777778° пн. ш. 20.455694444444° сх. д.
Белградська філармонія (серб. Београдска филхармонија) — симфонічний оркестр, що базується в Белграді, найстаріший оркестр Сербії, заснований в 1923.

## Історія
Оркестр був заснований з ініціативи Стевана Христича та під його керівництвом дав перший концерт 13 червня 1923; до складу колективу увійшли музиканти Белградської опери та педагоги міської музичної школи. У міжвоєнний час під керівництвом Ловро Матачича оркестр досяг перших помітних успіхів (особливо у виконанні улюблених авторів Матачича — Антона Брукнера, Густава Малера, Ріхарда Вагнера), з оркестром виступали такі солісти, як Альфред Корто, Карло Цеккі, Георг Куленкампфа, П'єр Фурньє, Енріко Майнарді, в якості запрошених диригентів за пульт колективу ставали Дімітріс Мітропулос і Йозеф Кріпс.
У роки Другої світової війни оркестр припинив свою роботу, перший післявоєнний концерт відбувся 7 листопада 1944, менш ніж за три тижні після звільнення Белграда від німецької окупації. Протягом 1950-х колектив поступово набирав форму, почав виїжджати на закордонні гастролі (Греція, Румунія, Єгипет і Ліван), в 1958 оркестром диригував молодий Зубін Мета. Епохою розквіту Белградського філармонічного оркестру вважаються 1960-ті — 1970-ті, коли на його чолі стояв Живоїн Здравкович. Оркестр інтенсивно гастролював різними європейськими країнами, а також в Мексикою і Кубою, з ним співпрацювали видатні світові музиканти. 
Розпад Югославії та подальша війна перервали в 1990-ті розвиток оркестру, його виступи стали спорадичними, багато музикантів покинули країну. У 2000-ні становище стало виправлятися. У 2004 був реконструйований концертний зал, в якому виступав оркестр, в 2005 за підтримки Зубіна Мети заснований фонд допомоги оркестру, завдяки якому вдалося повністю переоснастити колектив інструментами.
У відродження оркестру зробив значний внесок піаніст Іван Тасовац, що зайняв в 2001 місце його директора і працював на цій посаді аж до призначення в 2013 міністром культури Сербії. 
У 2014 оркестр вперше в своїй історії зробив гастрольне турне по США, виступивши в нью-йоркському Карнегі-холі, а також у Вашингтоні, Чикаго і Клівленді.

## Головні диригенти оркестру
- Стеван Христич (1923—1936)
- Ловро Матачіч (1936—1939)
- Оскар Данон (1944—1951)
- Крешимира Баранович (1951—1961)
- Жівоін Здравкович (1961—1978)
- Ангел Шурев (1978—1979)
- Антон Колар (1979—1981)
- Ангел Шурев (1982—1983)
- Йован Шайнович (1983—1989)
- Василь Синайський (1990—1991)
- Еміл Табаков (1994—1999)
- Урош Лайовиць (2001—2006)
- Доріан Вілсон (2006—2007)
- Муха Танг (2010—2015)